# Stará puška
Stará puška (originální francouzský název Le Vieux Fusil) je koprodukční francouzsko-německé filmové válečné drama z roku 1975, které režíroval Robert Enrico. Film získal ve třech kategoriích cenu César a v dalších šesti kategoriích byl na ní nominován.
Film se odehrává ve městě Montauban na jihu Francie a okolní venkovské krajině. Hlavní role ztvárnili Philippe Noiret a Romy Schneider.

## Informace o filmu
Film je inspirován skutečnými historickými událostmi z konce 2. světové války, tzv. masakrem u Oradour-sur-Glane, při němž byla nacisty vypálena francouzská vesnice Oradour-sur-Glane a zabito 642 civilistů.
Hlavní roli ve filmu měl původně hrát Lino Ventura, který však odmítl, protože se mu ve scénáři nelíbilo explicitní násilí. Obsazení Philippa Noireta se ukázalo šťastnou volbou role proti typu – jeho hrdina koná způsobem, jaký by od něj nikdo nečekal, což zvyšuje působivost.
Při natáčení filmu byly použity dva francouzské zámky – Château de Bonaguil v kantonu Lot-et-Garonne (většina filmu) a Châteaux de Bruniquel v kantonu Tarn-et-Garonne. Množství tajemně vyhlížejících interiérů, které je možné vidět ve filmu, však byly přesto pouze pro film vystavěné kulisy.
Film byl ve Francii vřele divácky přijat – v celé zemi jej vidělo přes 3 miliony diváků a v Paříži téměř milion diváků.
Hudbu k filmu složil François de Roubaix, přičemž šlo o poslední film, pro který složil filmovou hudbu. Skladatel pouze tři měsíce po uvedení filmu zemřel a proto mu César pro nejlepší filmovou hudbu byl udělen posmrtně. Film se účastnil vůbec prvního ročníku udělování Césarů v roce 1976.

## Děj
Film se odehrává na konci druhé světové války, v atmosféře německého ústupu a prohry. Doktor Julien Dandieu, tichý a mírumilovný člověk, pracuje jako chirurg v nemocnici a současně vypomáhá francouzskému odbojovému hnutí. Po ostrém německém varování vypravuje svou ženu a malou dcerku do bezpečí mimo město, do pokojné vesnice, ve které jim patří zanedbaný hrad. 
Po nějakém čase se vypravuje na návštěvu, po příjezdu však nalézá pouze nacisty zničenou vesnici a vyvražděné obyvatelstvo. Když dorazí ke hradu, nalézá mrtvá těla svého dítěte a manželky, a představuje si, co pravděpodobně musely vytrpět. Jeho šok a bolest jsou nezměrné, navzdory tomu však zachová jistou rozvahu, nalézá svou dávno schovanou starou pušku a začíná krutou mstu. Protože doktor Dandieu dokonale zná složitý systém podlaží, chodeb a schodišť na starém hradě, získává před těžce ozbrojenými německými vojáky velkou výhodu. Několikrát se ocitne v nebezpečí, přesto však postupně a trpělivě zvládne zabít všechny, kteří jsou zodpovědni za smrt jeho rodiny. Doktor nakonec přežívá, když je však nadlidský úkol konečně za ním, opět propadá obrovskému zármutku. Film končí v jeho vzpomínkách na idylické chvíle s rodinou.

## Obsazení
| Philippe Noiret       | doktor Julien Dandieu                      |
| Romy Schneider        | Klára Dandieuová                           |
| Jean Bouise           | přítel François                            |
| Joachim Hansen        | důstojník SS                               |
| Robert Hoffmann       | poručík                                    |
| Karl Michael Vogler   | doktor Müller                              |
| Madeleine Ozeray      | paní Dandieuová                            |
| Caroline Bonhomme     | dcera Florence Dandieuová jako osmiletá    |
| Catherine Delaporte   | dcera Florence Dandieuová jako třináciletá |
| Antoine Saint-John    | německý voják zabitý v kuchyni             |
| Jean-Paul Cisife      | velitel milicie                            |
| Jean-Pierre Garrigues |                                            |

## Ocenění

### César 1976
Ocenění
- César pro nejlepší film
- César pro nejlepšího herce – Philippe Noiret
- César pro nejlepší hudbu – François de Roubaix

Nominace
- César pro nejlepšího režiséra – Robert Enrico
- César pro nejlepšího herce ve vedlejší roli – Jean Bouise
- César pro nejlepší scénář – Robert Enrico a Pascal Jardin
- César pro nejlepší zvuk – Bernard Aubouy
- César pro nejlepší kameru – Étienne Becker
- César pro nejlepší střih – Eva Zora

### Jiná ocenění
- Donatellův David pro nejlepšího herce (Philippe Noiret) – 1976